# ザ・ウォーカー
『ザ・ウォーカー』（原題: The Book of Eli）は、2010年のアメリカ映画。製作には『マトリックス』シリーズで知られるジョエル・シルバーが参加している。
邦題は、作中において街で文明的な生活を送っていると自慢するカーネギー達が、街に定住せず旅を続ける人間を侮蔑的に「旅人（ウォーカー）」と呼んでいる事に由来する。

## あらすじ
最終戦争によって国家も文明も滅びた世界。イーライは「本を西へ運べ」という心の声に導かれ、目的地も分からぬまま30年間もアメリカを西に歩き続けている。
ある日、イーライが辿り着いたのはカーネギーという男が牛耳る街だった。とある本を探し続けているカーネギーは、バーで自分の手下を返り討ちにしたイーライを気に入って仲間に勧誘する。イーライは断るが、強制的にカーネギーの屋敷で一泊することになり、ソラーラという少女を宛がわれる。追い返されれば母と共にカーネギーに責められるというソラーラに、イーライは口裏を合わせる事を約束し仕方なく部屋に留めおく。
翌朝、カーネギーのもとに戻ったソラーラは母クローディアに朝食をすすめられ、イーライがやっていた「食前の祈り」を見様見真似でやってみせる。目当ての本をイーライが持っていることに気付いたカーネギーは、イーライにその本を差し出すように要求するが、頑なに拒否されてしまう。容赦なくイーライを撃ち殺すよう手下に命じるカーネギーだが、銃撃戦はイーライが圧倒的優勢のまま終わり、カーネギーも足を負傷してしまう。
街を出たイーライは、追ってきたソラーラから「水のある場所を教えるから旅に連れて行ってほしい」と提案される。案内されて水のある場所へ辿り着いたイーライだが、水を汲んだ後はソラーラを騙して洞窟に閉じ込め去っていく。なんとか脱出したソラーラは、イーライを追う道中で盗賊団に襲われ強姦されかかるが、イーライに助けられて意図せず合流に成功する。イーライは同行するソラーラに、自分の持っている本が2つと存在しないことや、それを発見した際の不思議な体験を明かした。
2人は道中、孤立した老夫婦の家で歓待されるが、車で追ってきたカーネギーたちに見つかって銃撃戦となり、捕らわれの身となってしまう。ソラーラを人質に取られたイーライは本を差し出すが、カーネギーはイーライの腹に銃弾を1発撃ち込むと、ソラーラを連れて去っていく。ソラーラは隙を見て運転手の首を絞めて車を奪った後、戻ってきた別の一台を手榴弾で吹き飛ばす。ソラーラは奪った車でイーライを助けに戻り、カーネギーは燃料の関係でソラーラを諦めて街へと戻っていく。
ソラーラの運転でさらに西へ進んだ2人は海岸に行き当たり、ボートに乗ってアルカトラズに辿り着くと、欽定訳聖書を持っていると明かして中に入れてもらう。そこには戦前の物品を保全する住人達がおり、印刷機も発見されていた。イーライはそこで本の内容を伝える事を決意する。一方、街に戻ったカーネギーは本に掛けられた鍵を開けさせて中身を確認するが、そこに並ぶ文字は全て点字だった。盲目であり点字が分かるクローディアに読ませようとするが、彼女は従わずにカーネギーのもとから去っていく。既に街はカーネギーの支配下になく、無秩序で暴力に溢れていた。
負傷していたイーライは、暗記していた本の中身を休むことなく語り続けると、やがて天に召されてしまう。ソラーラは本の完成を見届けた後、イーライの装備を身につけ街へと戻っていった。

## 登場人物・キャスト
※括弧内は日本語吹き替え
イーライ
演 - デンゼル・ワシントン（大塚明夫）
主人公。1冊の本を運ぶため西に向かって30年も歩き続けている男。「歩き続けろ。関わるな」を信条とする。
卓越した戦闘技術を持ち、複数人に襲われても無傷で皆殺しにできる。武器は鋭い切れ味のナイフに加え、拳銃や散弾銃も所持している。
ビリー・カーネギー
演 - ゲイリー・オールドマン（安原義人）
イーライが訪れた街を支配する男。人々を支配するには信仰の力が重要だと考え、とある本を探し続けている。
ソラーラ
演 - ミラ・クニス（松井茜）
バーで働く女。母共々カーネギーの所有物。文盲だが好奇心旺盛。
クローディア
演 - ジェニファー・ビールス（八十川真由野）
ソラーラの母親。生まれつきの盲目。娘の安全を考えてイーライについて行かせる。
レッドリッジ
演 - レイ・スティーヴンソン（中村浩太郎）
カーネギーの腹心。ソラーラに惹かれている。
ジョージ
演 - マイケル・ガンボン（高岡瓶々）
マーサの夫。自宅を改造して罠を仕掛け、大量の武器を蓄えている。
マーサ
演 - フランシス・デ・ラ・トゥーア（宮沢きよこ）
ジョージの妻。夫と共に略奪者を返り討ちにし続けており、2人でその肉を食べている。
エンジニア
演 - トム・ウェイツ
街で商店を営む男。
ロンバルディ
演 - マルコム・マクダウェル
アルカトラズに住む男。